# An Affair to Remember (Our Love Affair)
An Affair to Remember (Our Love Affair) ist ein Lied aus dem Jahr 1957, das von Harry Warren komponiert wurde. Der Text des Liedes stammt von Leo McCarey und Harold Adamson.
In der von Vic Damone und Marni Nixon gesungenen Version, als Synchronisation von Deborah Kerrs Filmgesang, wurde es als Filmsong in dem Film Die große Liebe meines Lebens verwendet. Hierfür folgte 1958 die Oscar-Nominierung in der Kategorie Bester Song.
Eine Version von Vic Damone wurde 1957 bei Columbia Records als Single veröffentlicht.
Das Lied wurde mehrfach gecovert, unter anderem von Bruce Adams und Nat King Cole. Tom Lord listet 85 Coverversionen des Titels im Bereich des Jazz, u. a. von Jonah Jones, Teddi King, George Shearing, Johnny Hammond Smith, Dinah Washington, Ray Bryant, Bill Watrous, Hank Jones und Phil Woods.